# Александровское (Свердловская область)
Алекса́ндровское — село в Красноуфимском округе Свердловской области. Управляется Александровским сельским советом.

## География
Село Александровское расположено на правом берегу реки Зюрзи, в 11 километрах на северо-северо-восток от административного центра округа и района — города Красноуфимска.

### Уличная сеть
В селе восемь улиц: Александровская, Голубцова, Горьковская, Зелёная, Луговая, Октябрьская, Первомайская, Трактовая; один переулок — Октября.

## История
В декабре 1780 года землю купил у башкир надворный советник и воевода Пермской провинции Голубцов Александр Фёдорович. Деревню назвал по своему имени Голубцево-Александровское. В дальнейшим назывался ещё и Голубцовский завод.
В 1793 году на берегу Александровского пруда основателем села Александром Федоровичем Голубцовым (1735-—1796 гг.) была построена первая деревянная церковь в честь Покрова Пресвятой Богородицы, простояла до 1837 года. Сначала церковь была с одним приделом. Но в середине XIX века при содействии Владимира Платоновича Голубцова был сооружен второй придел в честь великомученицы Варвары. В 1887 году священником храма был Василий Боголюбов — отец уральского писателя Константина Васильевича Боголюбова.

## Население
| 2002 | 2010 | 2021 |
| ---- | ---- | ---- |
| 527  | ↘459 | ↘404 |

## Известные уроженцы
- Боголюбов, Константин Васильевич (1897—1975) — уральский писатель, критик и литературовед[3].
- Ламберов, Анатолий Григорьевич (1928—1982) — советский писатель, журналист.
- Голубцов, Владимир Владимирович — русский офицер и предприниматель из пермского дворянского рода Голубцовых, жил в селе и погребён.

## Инфраструктура
- Филиал МАОУ Приданниковская СОШ — Александровская ООШ
- Сельский клуб

Село доступно автотранспортом.